# تشارلز إي. كاسيل
تشارلز إي. كاسيل (بالإنجليزية: Charles E. Cassell)‏ هو مهندس معماري أمريكي، ولد في 1842، وتوفي في 1916.